# Сильчно
Сильчно (пол. Sylczno) — село в Польщі, у гміні Пархово Битівського повіту Поморського воєводства.
Населення — 264 особи (2011).
У 1975-1998 роках село належало до Слупського воєводства.

## Демографія
Демографічна структура станом на 31 березня 2011 року:
|          | Загалом | Допрацездатний вік | Працездатний вік | Постпрацездатний вік |
| -------- | ------- | ------------------ | ---------------- | -------------------- |
| Чоловіки | 135     | 34                 | 89               | 12                   |
| Жінки    | 129     | 28                 | 78               | 23                   |
| Разом    | 264     | 62                 | 167              | 35                   |